# Pamphlebia ruficinctaria
Pamphlebia ruficinctaria är en fjärilsart som beskrevs av Pieter Cornelius Tobias Snellen 1880. Pamphlebia ruficinctaria ingår i släktet Pamphlebia och familjen mätare. Inga underarter finns listade i Catalogue of Life.